# 曹均章
曹均章（1965年—）重庆人，中国人民武装警察部队中将。

## 生平
曹均章曾长期在成都军区服役，曾任成都军区司令部作战部部长、陆军第十三集团军某师师长、四川省军区参谋长。2016年，任陆军第十三集团军副军长。2017年4月，任陆军第七十六集团军副军长。2020年4月，任联勤保障部队副司令员。2023年3月，任武警部队副司令员。2025年7月，升任武警部队代理司令员。